# Bítovany
Obec Bítovany (německy Bitowan) leží v okrese Chrudim na úpatí Českomoravské vrchoviny, v místech, kde končí Polabská nížina, 10 km jihovýchodně od města Chrudim. Žije zde 448 obyvatel. Součástí obce je také místní část Bítovánky.

## Historie
V místě brodu přes řeku Holetínku vzniklo osídlení už před naším letopočtem. Na kopci v obci byly nalezeny známky keltského hradiště. Obec vznikla patrně ve 12. století, prvními obyvateli pak byli lidé z okolí moravského hradu Bítov, který byl dobyt Přemyslovci. První písemná zmínka o obci pochází z roku 1347, kdy je její majitel uveden v soupisu Čech a Moravy. V roce 1350 je připomínán kostel sv. Bartoloměje, původně gotický, později byl barokizován. Poslední úpravu regotizací provedl v letech 1881 až 83 architekt František Schmoranz starší. Barokní oltář kostela připomíná hornickou minulost v sousední Lukavici.
Bítovany byly mezi roky 1850 až 1905 přičleněny k obci Žumberk, poté šlo o samostatnou obec. Až do roku 1945 měly v čele starostu, poté do roku 1974 předsedu MNV. Mezi roky 1974 a 1990 se staly místní částí obce Zaječice, až poté se opět osamostatnily.
Data dalších důležitých událostí:
- 1898 – založen hasičský sbor
- 1906 – založena škola
- 1919 – založen TJ Sokol
- 1927 – elektrifikace
- 1933 – stavba dolního mostu „U Vobořilů“[4]
- 1934 – regulace řeky
- 1950 – obecní rozhlas
- 1976 – škola zrušena
- 1978 – školní budova přestavěna na mateřskou školku
- 1985 – otevřena nová hasičská zbrojnice
- 1992 – stavba vodovodu
- 1995 – telefonizace, připojení na digitální ústřednu
- 1998 – plynofikace

## Přírodní poměry
V kaňonovitém údolí řeky Holetínky, mezi Žumberkem a Bítovany, je chatová oblast V Dolích. V jejím sousedství se nachází přírodní památka rybník Farář, s výjimečným výskytem kotvice plovoucí (po odbahnění rybníka v roce 1997 nebyl její výskyt pozorován, v roce 2009 byl ale opět potvrzen), a pískovcová enkláva V Syslích. V obci u řeky pod rybníkem se nachází park, kde se nachází např. klokočí a jedlý kaštan. Území obce má zajímavou geologickou stavbu, na malém území se zde nacházejí žula, opuka a pískovec. V minulosti se zde těžila cihlářská hlína a pyrit a v blízkosti obce leží malé ložisko černého uhlí. V minulosti zde byly nacházeny též zkameněliny mořských živočichů.

## Galerie

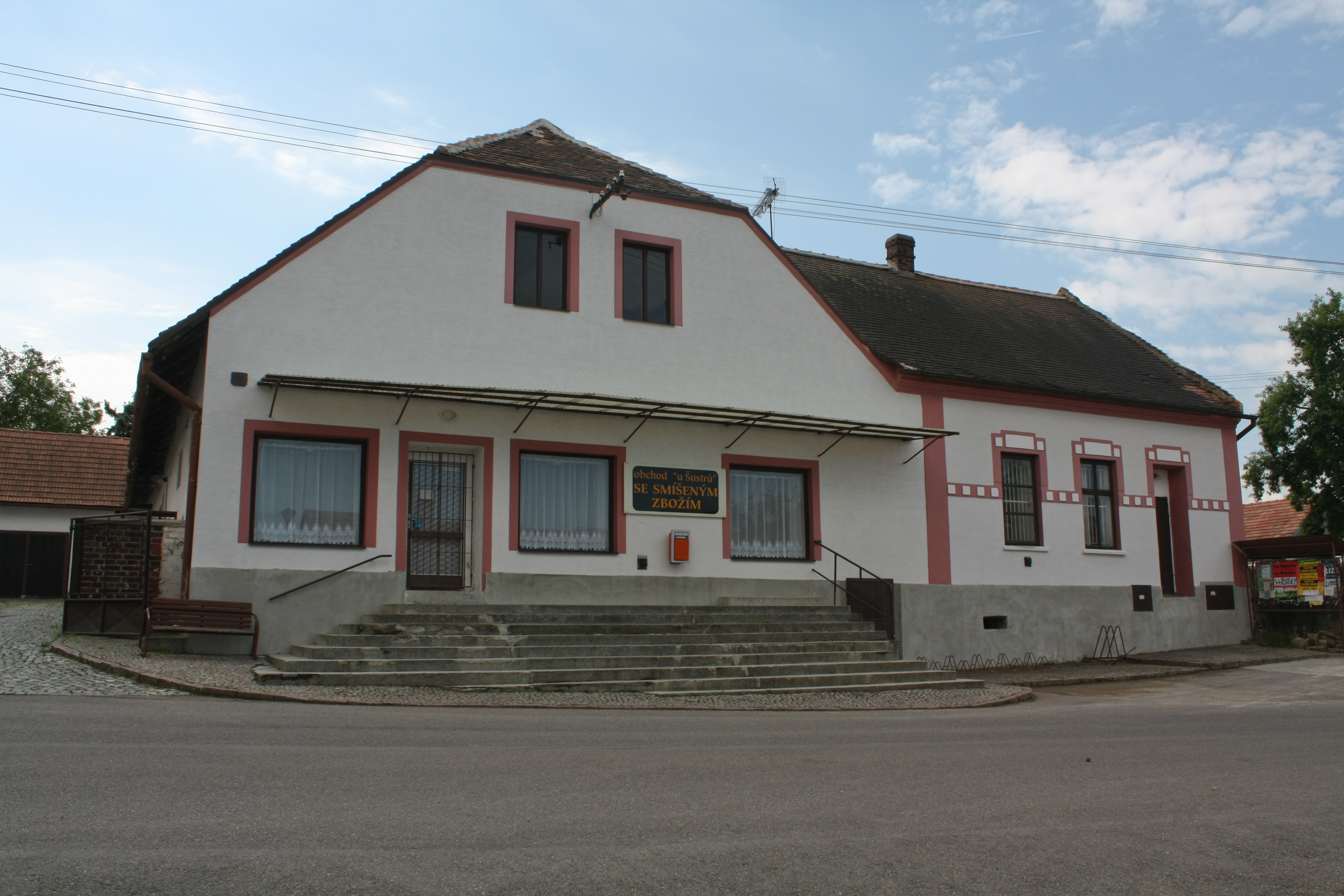
Obchod
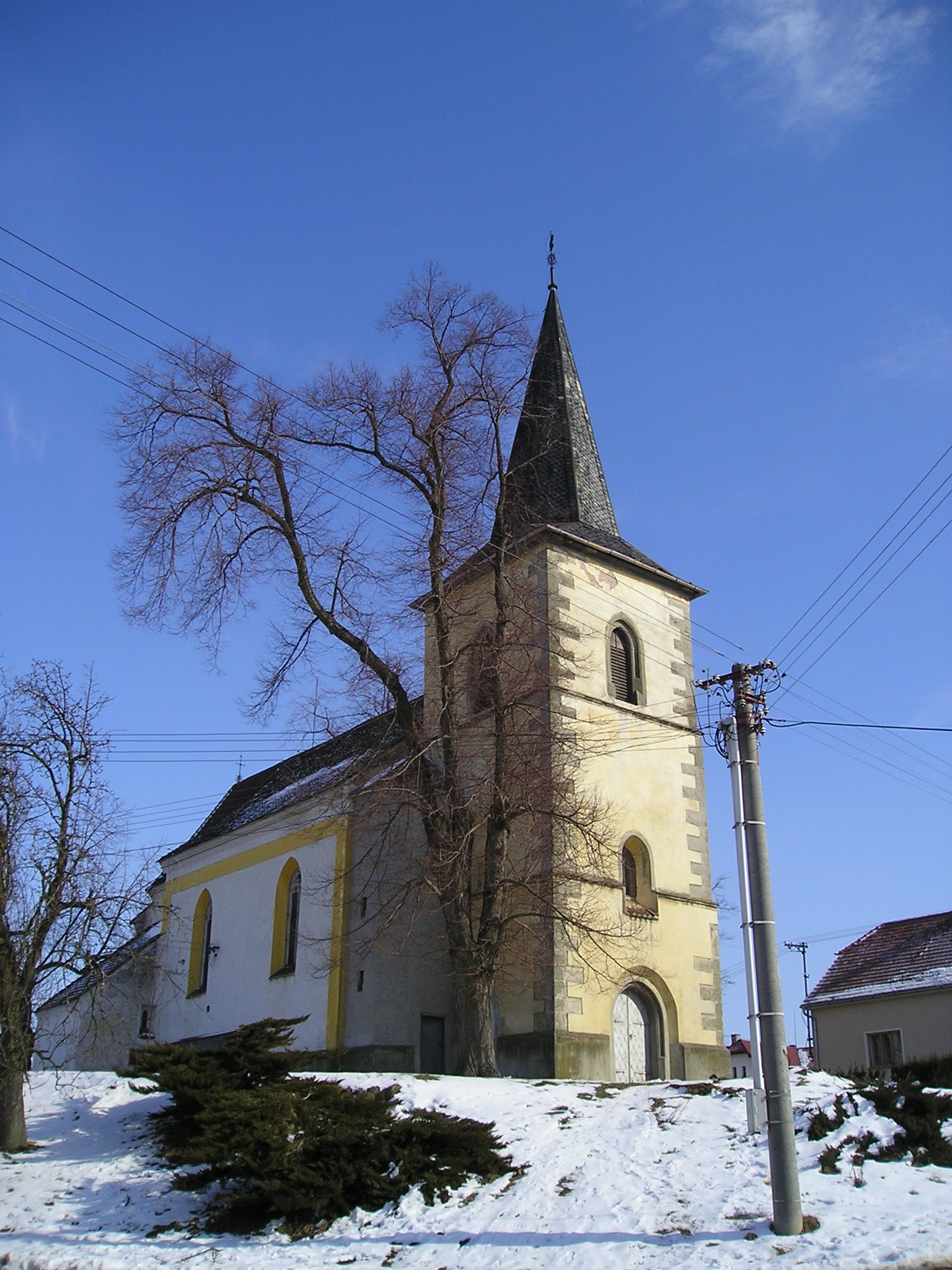
Kostel
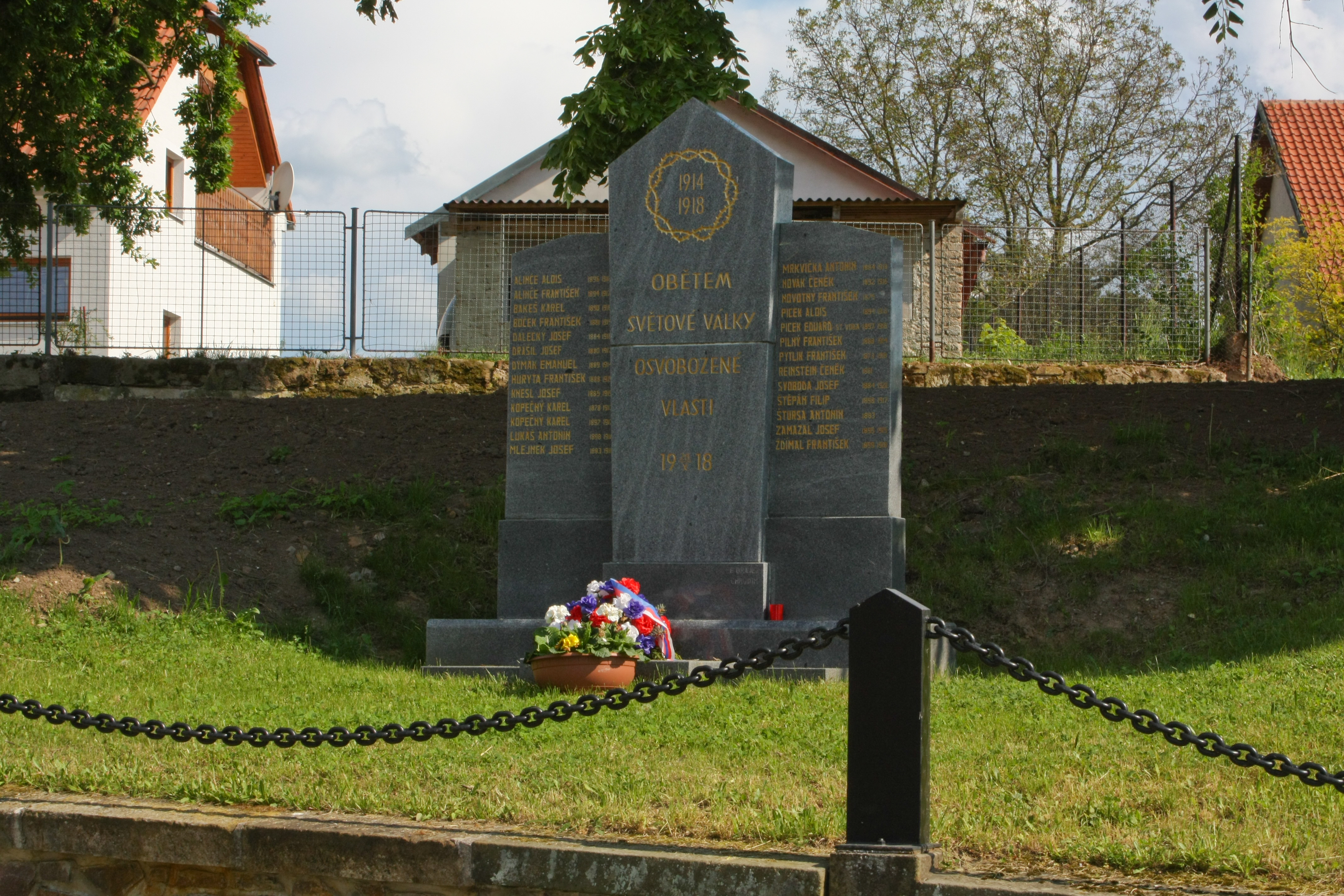
Pomník obětem první světové války
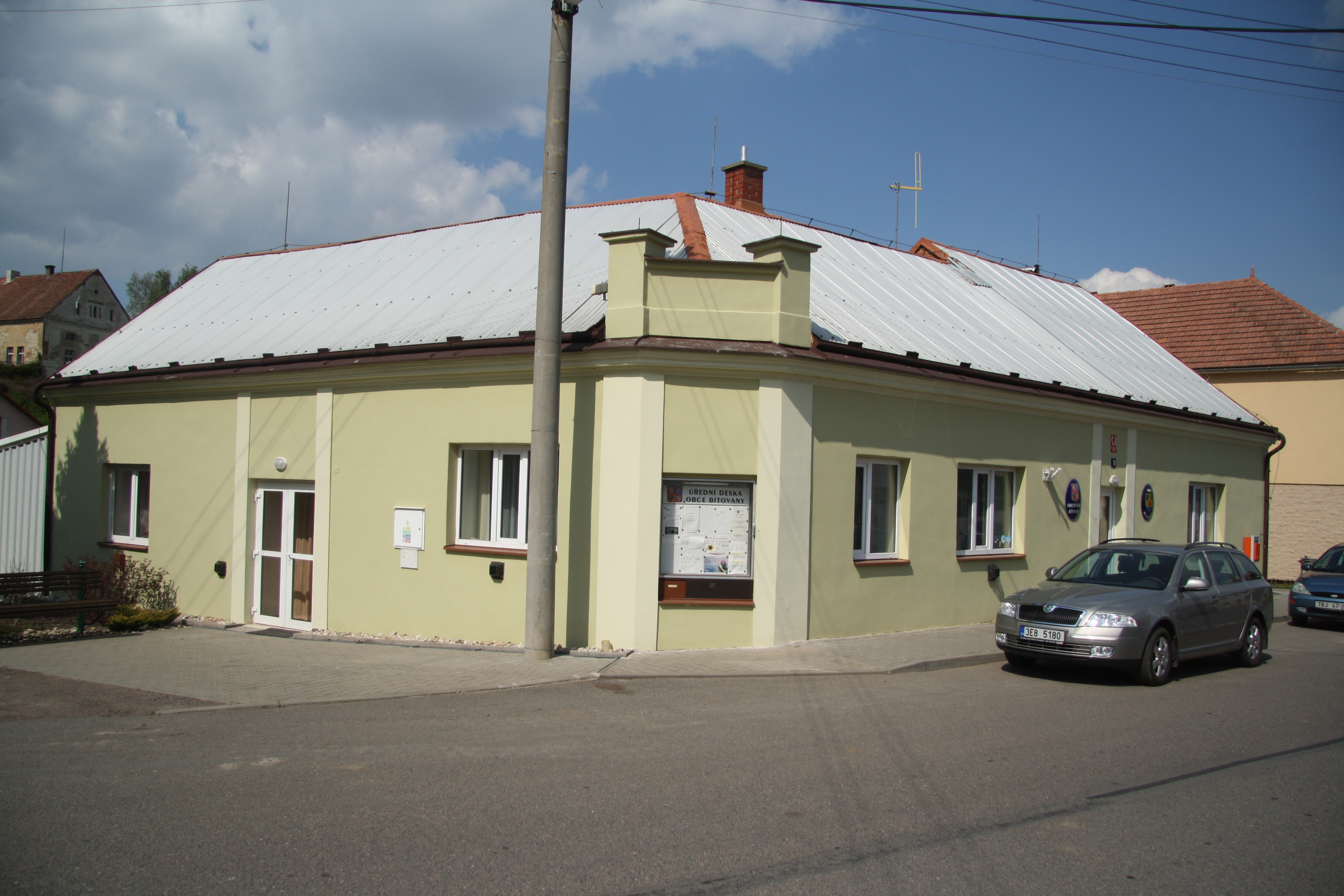
Obecní úřad
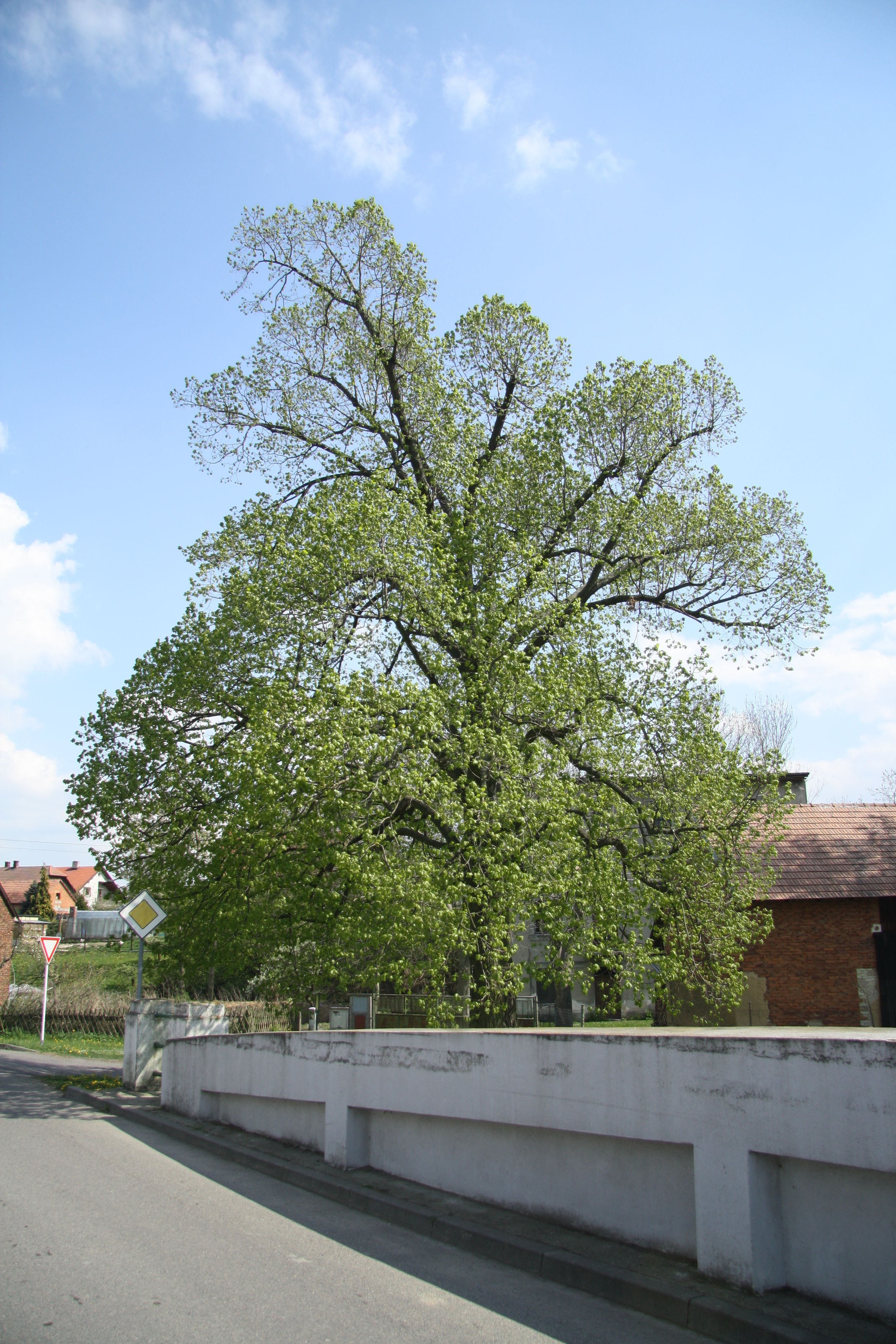
Památeční lípa
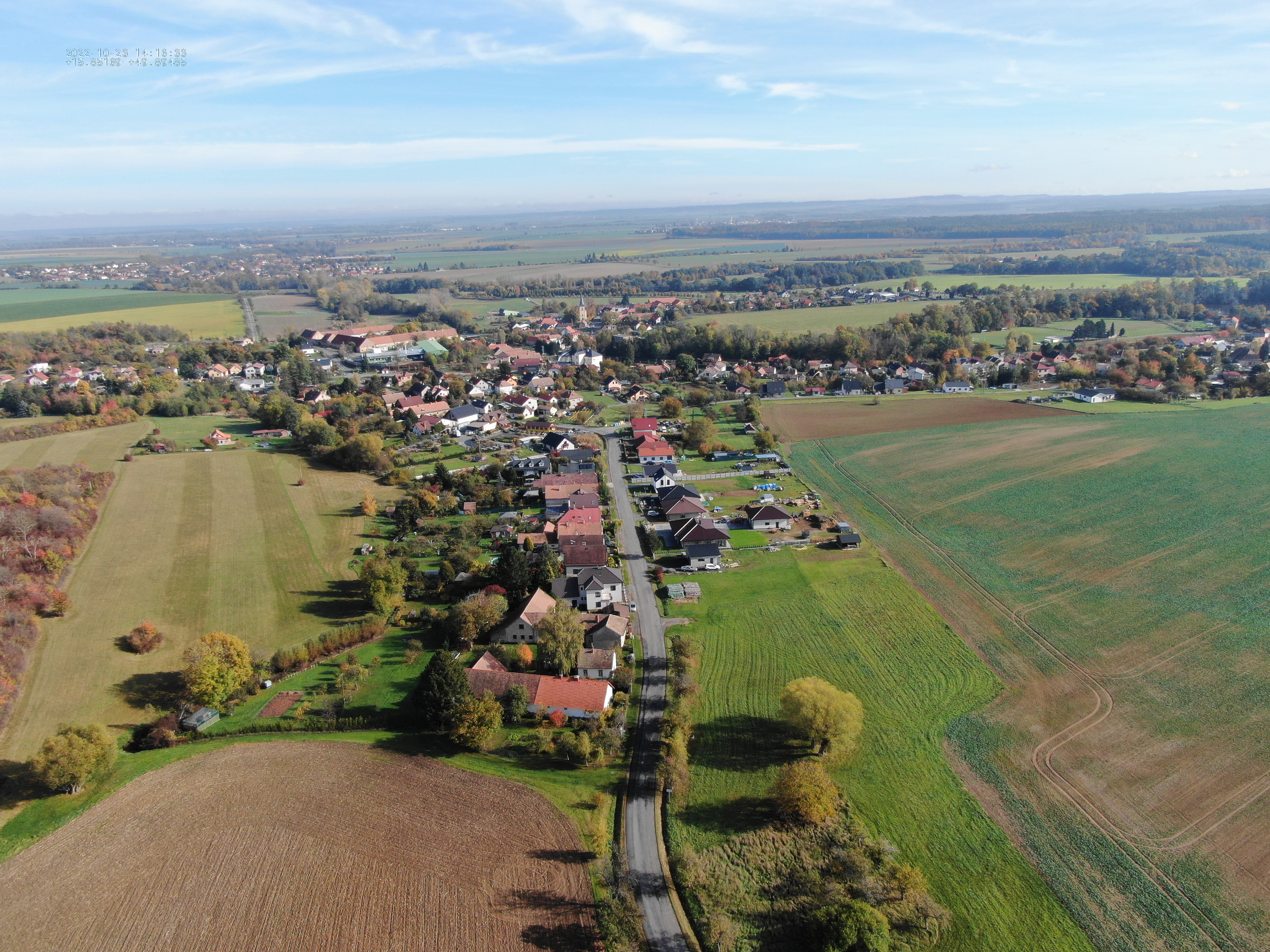
Letecký snímek obce
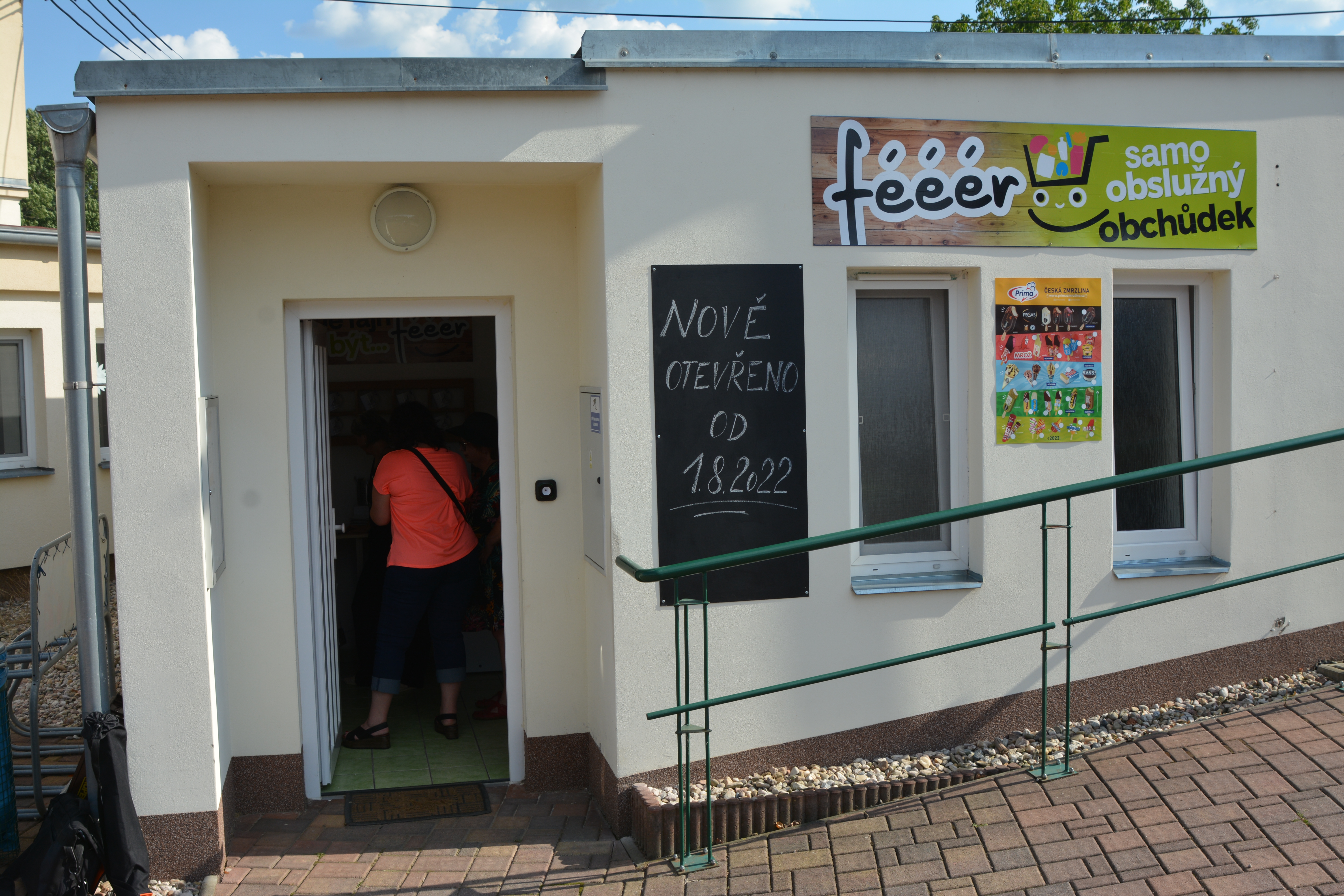
Samoobslužný obchůdek
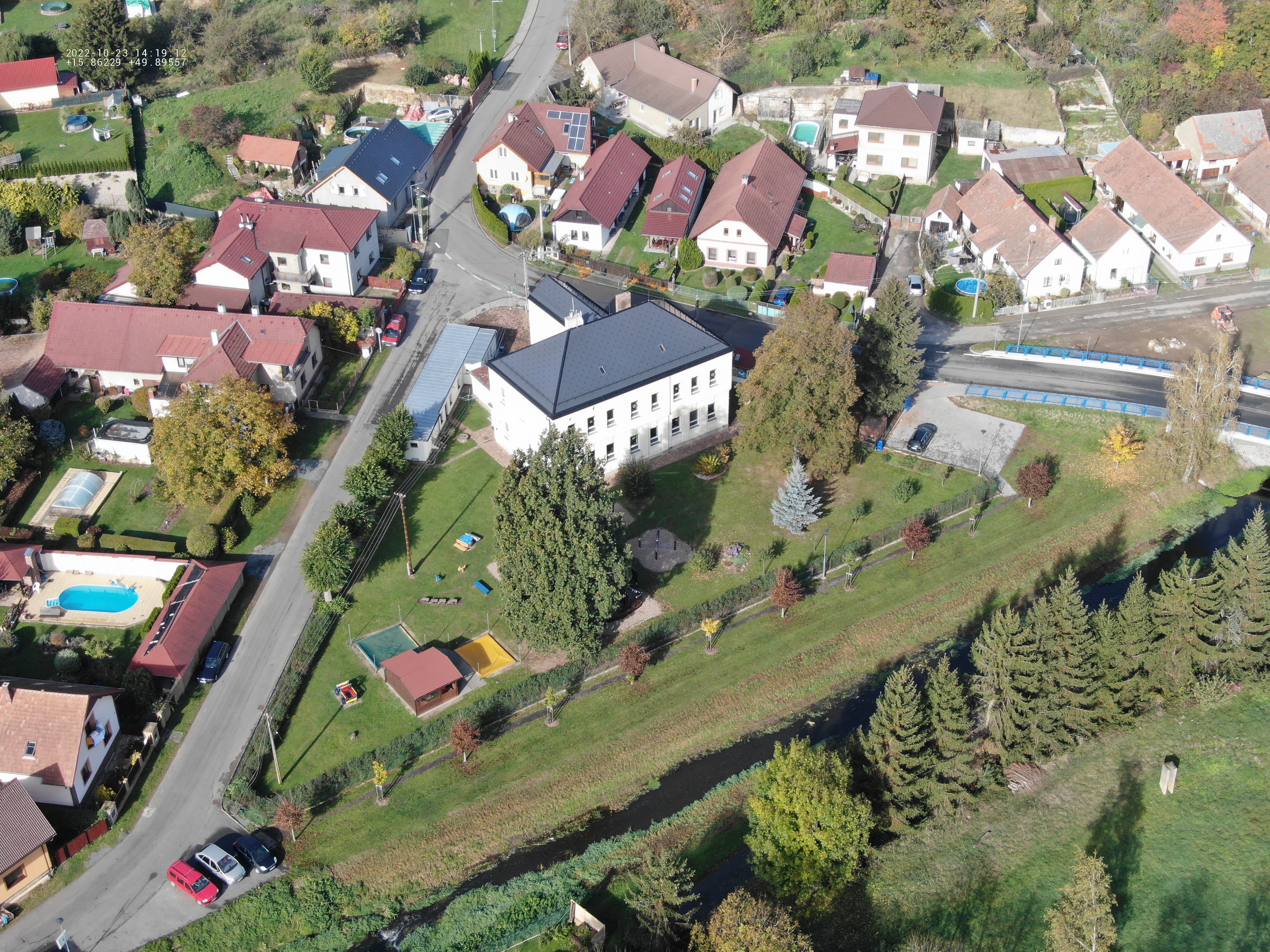
Letecký snímek mateřské školy
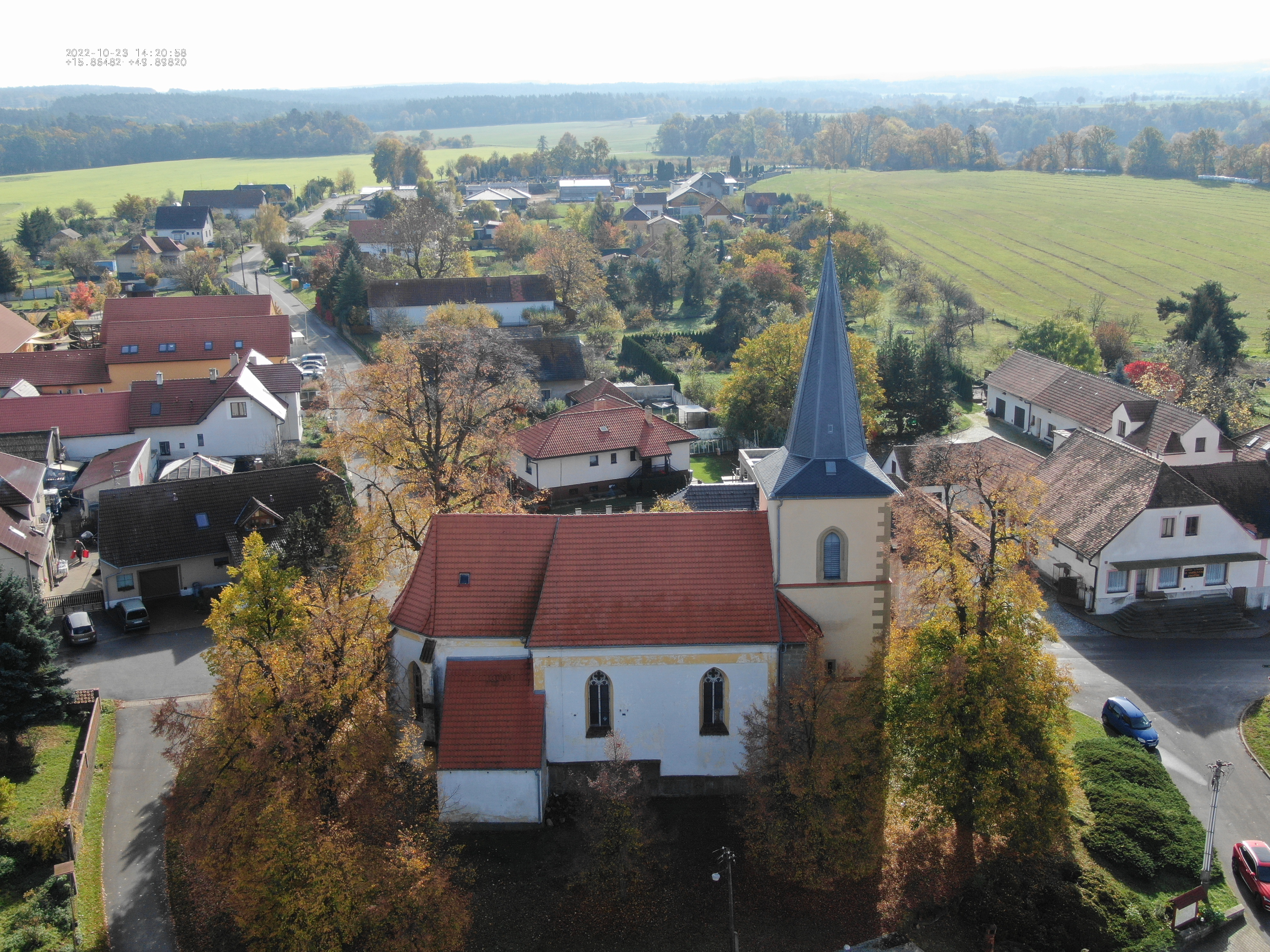
Letecký snímek kostela